# بحران ونزوئلا
بحران ونزوئلا، بحرانی اجتماعی-اقتصادی و سیاسی در ونزوئلا است که در دوران ریاست‌جمهوری هوگو چاوز آغاز شد و در دوران ریاست‌جمهوری جانشین وی، نیکلاس مادورو تشدید شد. شاخصه‌های این بحران، ابرتورم، گرسنگی شدید، بیماری، جرم و جنایت و نرخ مرگ و میر که منجر به مهاجرت گسترده از کشور شده است، می‌باشد.
اعتقاد بر این است که این وضعیت بدترین بحران اقتصادی در تاریخ ونزوئلا است و همچنین بدترین بحرانی است که یک کشور در زمان صلح از اواسط قرن بیستم با آن مواجه است. این بحران، اغلب بدتر از رکود بزرگ در ایالات متحده، بحران اقتصادی ۱۹۸۵–۱۹۹۴ برزیل، یا ابرتورم ۲۰۰۸–۲۰۰۹ زیمبابوه در نظر گرفته می‌شود. سایر نویسندگان نیز برخی جنبه‌های بحران، مانند بیکاری و انقباض تولید ناخالص داخلی، را با بحران بوسنی و هرزگوین پس از جنگ بوسنی ۱۹۹۲–۱۹۹۵، یا با بحرانی که در روسیه، کوبا و آلبانی پس از فروپاشی بلوک شرق در سال ۱۹۸۹ و فروپاشی اتحاد جماهیر شوروی در سال ۱۹۹۱ به وجود آمد، مقایسه کرده‌اند.